# Rangpur (Division)
Die Division Rangpur (Bengalisch: রংপুর বিভাগ, Raṃpur bibhāg) ist eine von acht Verwaltungseinheiten Bangladeschs, die den Distrikten übergeordnet und nach ihrer jeweilig größten Stadt benannt sind. Sie wurde am 25. Januar 2010 als Abspaltung von der Division Rajshahi gegründet. Ihre Fläche beläuft sich auf 16.317,55 km², sie befindet sich im Nordwesten des Landes. Ihre Bevölkerungszahl misst ca. 16 Mio. Einwohner (2011). Die Verwaltungshauptstadt ist Rangpur.
Die Division Rangpur grenzt im Norden, Westen und Osten an Indien, im Süden an die Divisionen Rajshahi und Maimansingh. 
Die Verwaltungseinheit setzt sich aus acht Distrikten zusammen: Dinajpur, Gaibandha, Kurigram, Lalmonirhat,  Nilphamari, Panchagarh, Rangpur und Thakurgaon.

## Bevölkerungsentwicklung
| Jahr           | Einwohnerzahl |
| -------------- | ------------- |
| Zensus 1991    | 11.997.979    |
| Zensus 2001    | 13.847.150    |
| Zensus 2011    | 15.787.758    |
| Schätzung 2016 | 17.602.000    |